# شرق آفریقا

کشورهای حوزه شرق آفریقا

شرق آفریقا شامل کشورهای زیر می‌باشد:
- کنیا
- تانزانیا
- اوگاندا
- جیبوتی
- اریتره
- اتیوپی
- سومالی
- موزامبیک
- ماداگاسکار
- مالاوی
- زامبیا
- زیمبابوه
- بوروندی
- رواندا
- کومور
- موریس
- سیشل
- سودان جنوبی

## نگارخانه

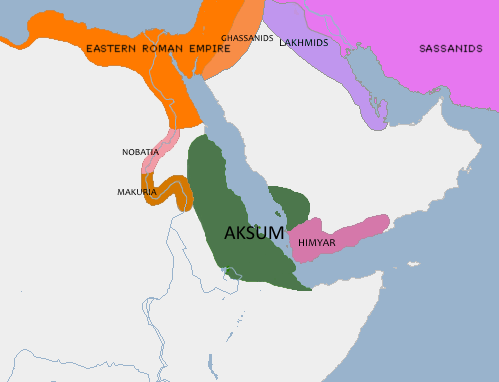
امپراتوری حبشه در جنوب شاهنشاهی ساسانی و امپراتوری روم
نقشه سامانه طبقه‌بندی اقلیمی کوپن از شرق آفریقا
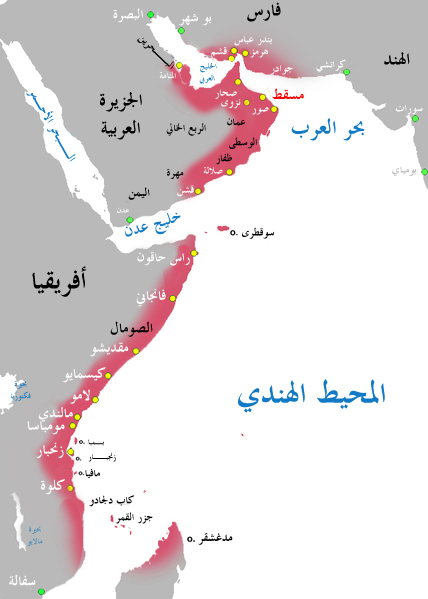
امپراتوری عمان و تسلط بر شرق آفریقا